# Bill Walton
Bill Walton   (La Mesa, 5 de novembre de 1952 - San Diego, 27 de maig de 2024) va ser un basquetbolista i comentarista esportiu estatunidenc.
Walton, en la posició de pivot, es va fer famós com a jugador de l'equip de bàsquet d'UCLA Bruins de principis dels anys 1970, on guanyà tres Premis al Jugador Universitari de l'Any i conduí l'equip a dos títols de l'NCAA. Fou una peça clau en les 88 victòries consecutives que aconseguí l'equip, un rècord a la competició; en conseqüència, alguns consideren Walton com el millor jugador de bàsquet universitari de tots els temps. Posteriorment, s'embarcà en una prolífica carrera a l'NBA; fou el número u del draft de l'NBA del 1974, i fou escollit MVP de l'NBA una vegada i conquerí dos campionats, el 1977 amb els Portland Trail Blazers (en què a més fou l'MVP de les Finals) i el 1986 amb els Boston Celtics. La seva carrera es va veure marcada per diverses lesions al peu, especialment la seva etapa als San Diego Clippers.
El 1993, Walton fou introduït al Basketball Hall of Fame i tres anys després fou escollit com un dels 50 millors jugadors de la història de l'NBA.